# J. Robert Howie
Pour les articles homonymes, voir Howie.
J. Robert Howie est un homme politique canadien né le 2 octobre 1929 et décédé le 25 novembre 2017. 

## Biographie
Élu pour la première fois à la Chambre des communes comme député fédéral conservateur de York-Sunbury aux élections  de 1972, il est constamment réélu aux quatre élections générales consécutives. Il intègre l’éphémère cabinet ministériel de Joe Clark en 1979 et occupe les fonctions de ministre d’État aux Transports. Il passe dans l’opposition en 1980 mais demeure député d’arrière-banc lors du retour des Conservateurs au pouvoir avec Brian Mulroney. Il ne se représente pas aux élections de 1988 et se retire de la vie publique. Il meurt à 88 ans.